# Etelhems församling
Etelhems församling var en församling i Svenska kyrkan i Visby stift. Församlingen uppgick 2006 i Garde församling.
Församlingskyrka var Etelhems kyrka.

## Administrativ historik
Församlingen har medeltida ursprung. 
Församlingen var till 2006 annexförsamling i pastoratet Garde och Etelhem som 1 maj 1920 utökades med Alskogs och Lye församlingar och 1962 med Ardre församling. Församlingarna i pastoratet uppgick 2006 i Garde församling.
Församlingskod var 098068.